# Josuë Dupon

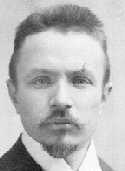
Josuë Dupon

Josuë Dupon, auch Josué Dupon oder Josue Dupon, (* 22. Mai 1864 in Ichtegem (Flandern); † 13. Oktober 1935 in Berchem, einem Stadtteil von Antwerpen) war ein belgischer Bildhauer, Maler und Medailleur. Bei den Kunstwettbewerben bei den Olympischen Spielen gewann er in der Kategorie Plaketten postum die Bronzemedaille bei den Sommerspielen 1936 in Berlin mit seinem Werk Reiterplaketten.

## Leben und Ausbildung
Dupons älterer Bruder Karel war ebenfalls Bildhauer. Er brachte Josuë Dupon im Atelier seines Lehrers Clément Carbon (1835–1907) unter, der in Roeselare an der Akademie der Stadt lehrte und dort ein Atelier führte, in dem religiöse Kunst im neugotischen Stil hergestellt wurde.
Josuë Dupon erhielt seine künstlerische Ausbildung zunächst in Abendkursen an der Akademie von Roeselare sowie in der Königlichen Akademie für Schöne Künste in Antwerpen (1884) unter der Leitung von Joseph Geefs (1808–1885) und Jacob De Braeckeleer und später (1885–1887) unter der Leitung von Thomas Vinçotte (1850–1925).
Von 1905 bis 1934 lehrte Dupon selbst Bildhauerei an der Antwerpener Akademie. Darüber hinaus war er Mitglied des Verwaltungsrats des Antwerpener Museums der Schönen Künste.
Dupon starb mit 71 Jahren. Er wurde in Berchem beerdigt; sein Grab wurde 2001 aufgelöst.

## Arbeiten
Bekannt wurde Josuë Dupon vor allem als Bildhauer von realistischen Tierstatuen, oft in einem überlebensgroßen Format. Mehrere Statuen von Dupon sind im Antwerpener Zoo zu sehen, darunter der Kameltreiber (1901) auf dem Dach des Verwaltungsgebäudes und die zwei Bronzefiguren Pelikane und Geier (1903) über dem Eingang des Zoos.
Er schuf zwei Bronzegruppen – Samson, den Löwen tötend (1890 oder 1891) und Löwengruppe (1909/1910 oder 1911) – für den Garten vor der Nationalbank in Antwerpen an der Frankrijklei. Heute stehen sie an der Jan Van Rijswijcklaan. Das Ensemble ist auch unter dem Namen Beyaert-Brunnen bekannt. Er wurde aus Naturstein und Bronze 1886 vom Architekten Henri Beyaert (1823–1894) gestaltet, der ebenfalls das Gebäude der Nationalbank entwarf, das 1879 eingeweiht wurde. Henri Beyaert ist einer der wichtigsten Vertreter der eklektischen Architektur in Belgien.
Neben monumentalen Figurengruppen und Denkmälern schuf Dupon auch kleinere chryselephantine Kunst, das sind Werke aus Elfenbein kombiniert mit Edelmetallen.
Im Jahr 1891 erhielt Josuë Dupon die Goldmedaille des Antwerpener Kunstsalons für sein Werk Samson, der den Löwen zerreißt und den zweiten Preis von Rom.

### Gestaltung der Medaillen für die Olympischen Sommerspiele 1920 in Antwerpen

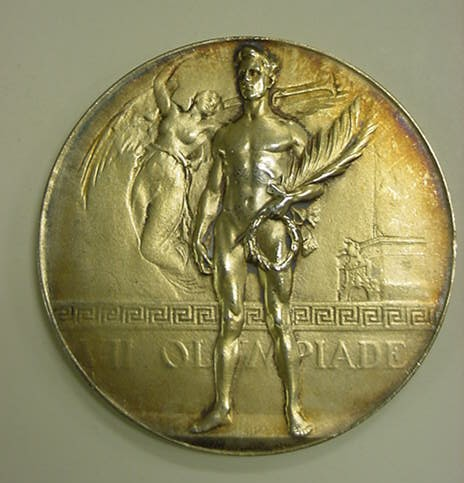
Vorderseite
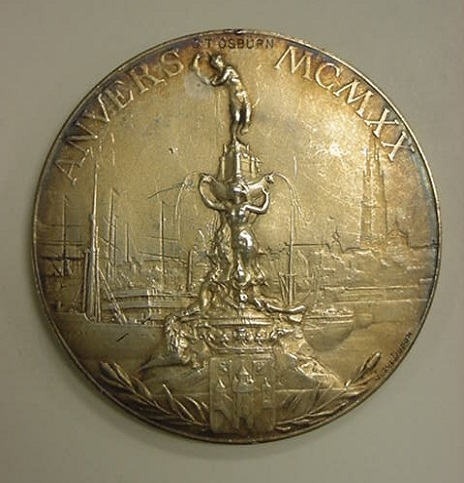
Rückseite

Dupon gestaltete die Medaillen für die Olympischen Sommerspiele 1920. Auf deren Vorderseite ist ein nackter Athlet zu sehen, der in seiner linken Hand ein Palmblatt und eine Lorbeerkrone, Symbole des Sieges, hält. Dahinter eine weibliche Figur, die in eine Posaune bläst. Im Hintergrund ein Fries mit griechischem Motiv (Mäander) und darunter die Aufschrift VII OLYMPIADE. Die Rückseite der Medaille zeigt den Brabobrunnen, der an die Legende des römischen Soldaten Silvius Brabo erinnert, der den Riesen Druon Antigoon tötete, die Hand abhackte und weit wegwarf, weil er die Schiffe auf der Schelde ausraubte (der Name „Antwerpen“ kommt der Legende nach von „geworfene Hand“). Dahinter sind die Liebfrauenkathedrale und der Hafen von Antwerpen zu sehen; in der oberen Hälfte die Aufschrift „ANVERS MCMXX“ (1920). Zwischen dieser Aufschrift wurde der Name des Medaillengewinners eingraviert. Hier ist es Carl T. Osburn (1884–1966), einer der erfolgreichsten amerikanischen Schützen; er gewann in Antwerpen vier Goldmedaillen.

## Bildergalerie

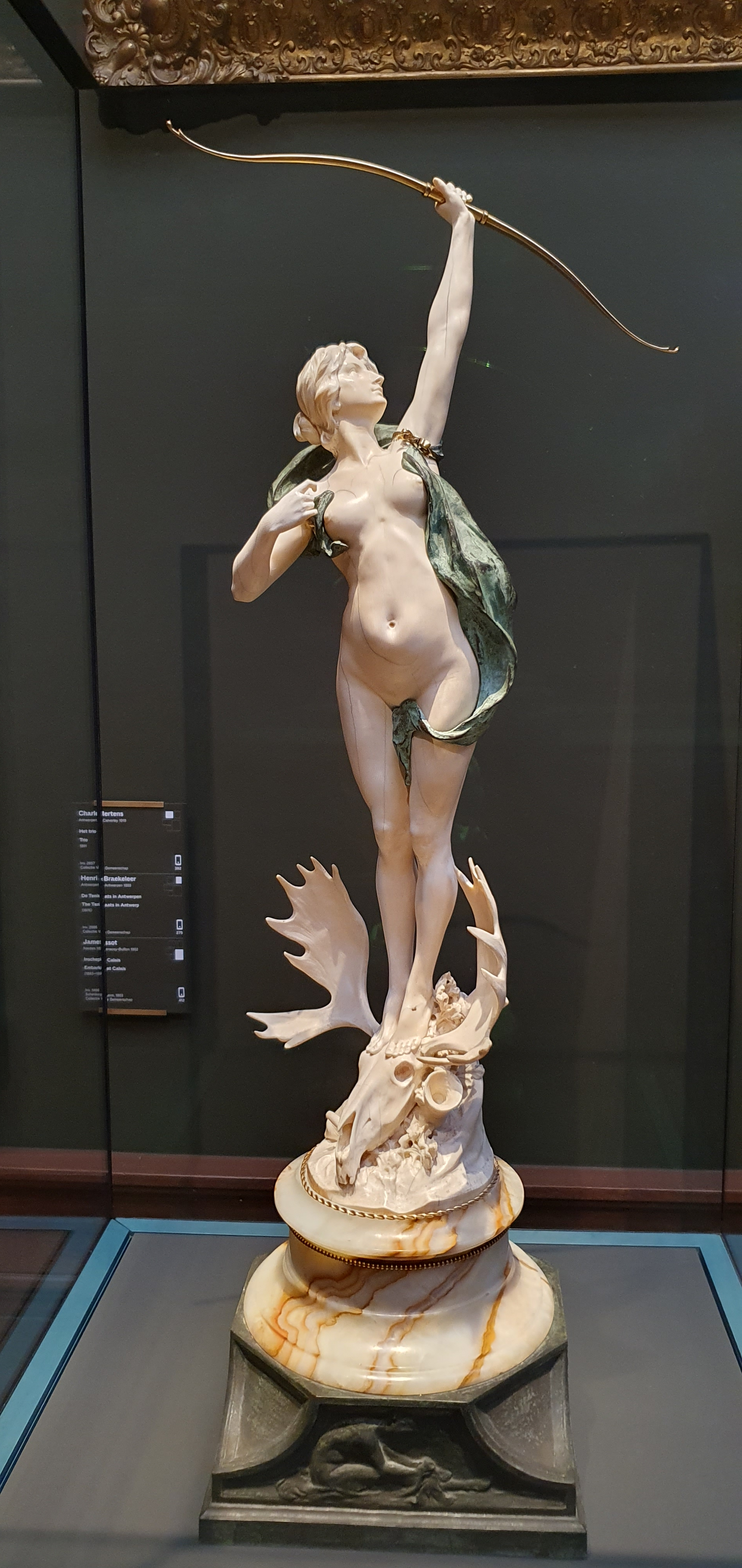
Diana im Königlichen Museum der Schönen Künste in Antwerpen (Bronze, vergoldetes Messing und Elfenbein)
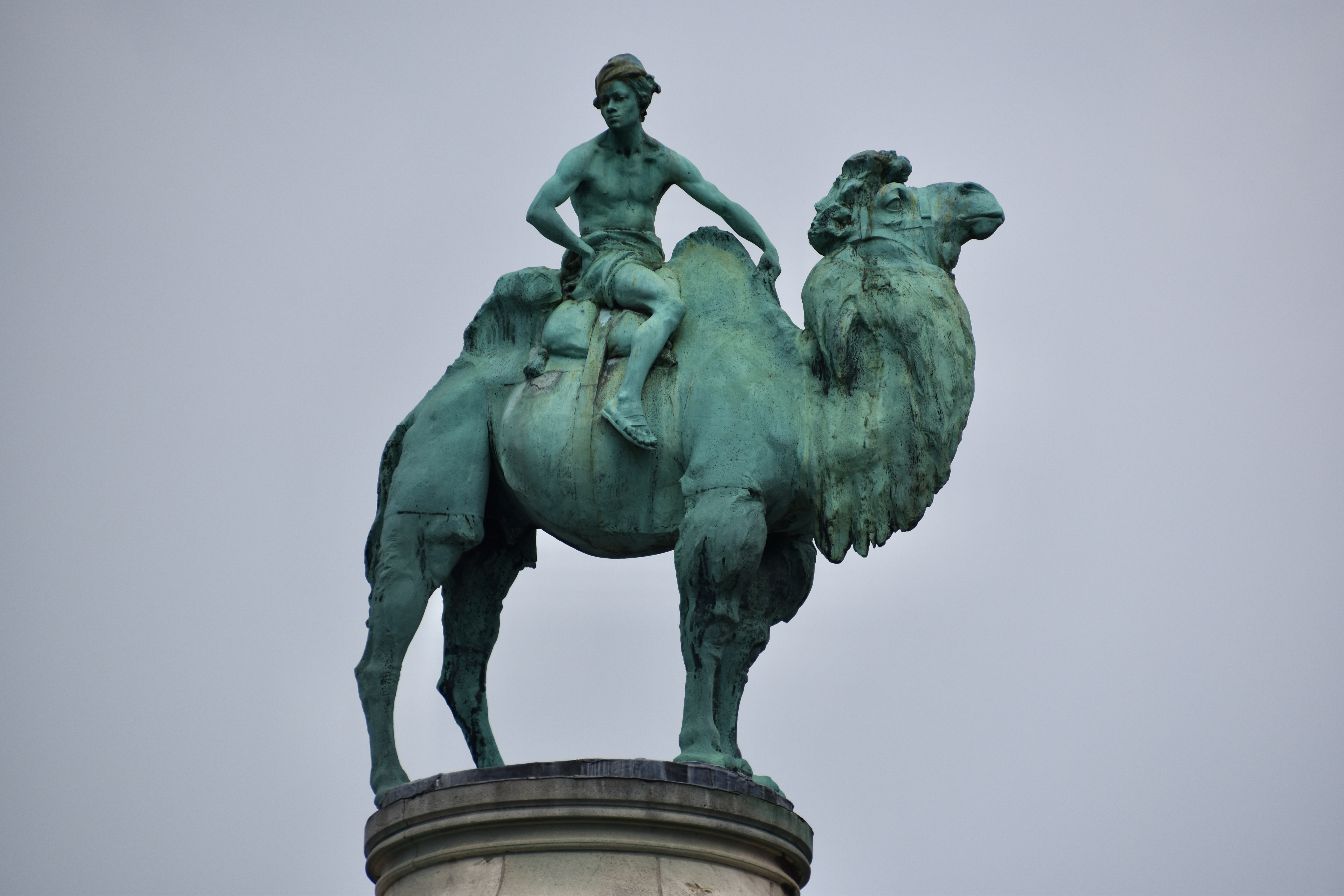
Kameltreiber auf dem Verwaltungsgebäude des Zoos in Antwerpen (Masse 3.000 kg)
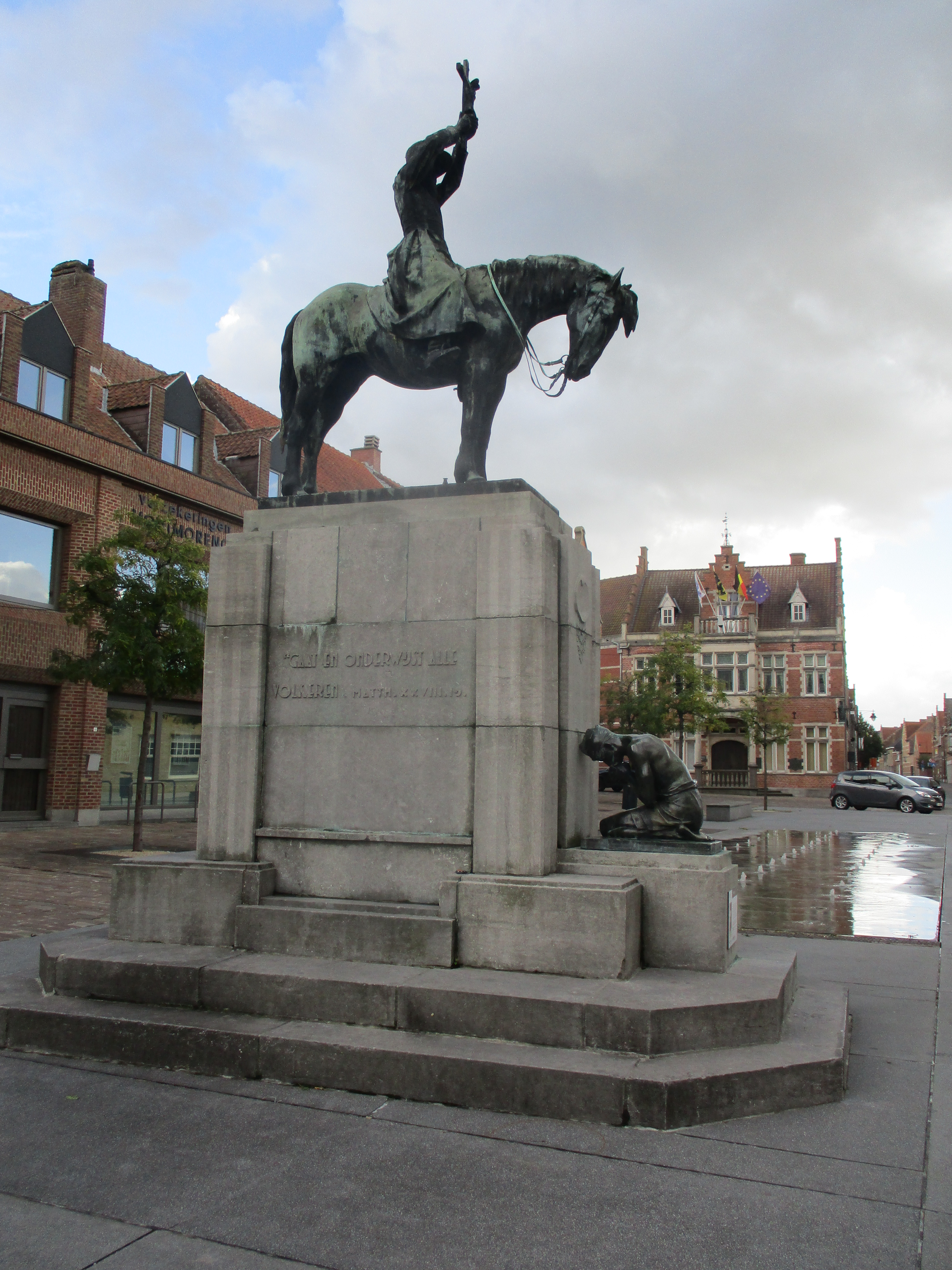
Reiterstandbild von 1929 für den Jesuitenpater Constant Lievens (1856–1893) in Moorslede
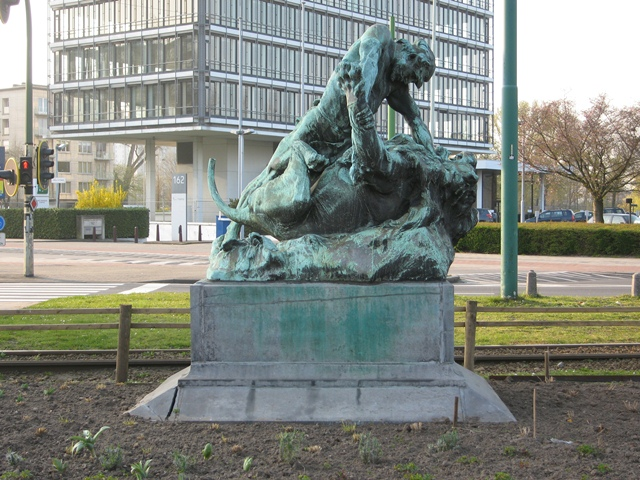
Samson und der Löwe, Antwerpen

## Ehrungen
- Leopoldsorden (Belgien), Ritter (am 19. März 1903)

### Gewinn der Bronzemedaille bei den Olympischen Sommerspielen 1936 in Berlin
Dupon schuf 1934 sechs Medaillen für die Spiele 1936 und reichte sie im Bereich „Medaillen“ ein. Vorgesehen war, dass ein Künstler ein Werk einreicht. Die sechs Medaillen mit den laufenden Nummern von 32 bis 37 hatten laut Ausstellungskatalog die Namen Hindernis (L’obstacle), Doppelsprung (Le Saut en couple), Achtung, Teddy!  (Achtung, Teddy), Liebkosung (La caresse), Vor dem Hindernis (Devant l’obstacle) und Pokalsieger (Le vainqueur de la coupe). Der Verbleib der sechs Medaillen von Dupon ist unbekannt.
Die Kunstwettbewerbe im Bereich „Reliefs und Medaillen“, die 1932 noch zusammen vergeben worden waren, wurden 1936 in die beiden getrennten Veranstaltungen „Reliefs“ und „Plaketten“ aufgeteilt. Die Silbermedaille bei den „Plaketten“ gewann der Italiener Luciano Mercante, eine Goldmedaille wurde nicht vergeben. Es scheint, dass Dupon seine Bronzemedaille für die Gesamtheit seiner Werke erhielt, was ungewöhnlich war, da Medaillen für ein einzelnes Werk verliehen werden sollten. Er erhielt die Medaille postum, knapp ein Jahr nach seinem Tod.